# Martha Brookes Hutcheson
Martha Brookes Hutcheson (2 de octubre de 1871 - 1959) fue una arquitecta del paisaje y escritora estadounidense, activa en el área de Nueva Inglaterra, Nueva York y Nueva Jersey.

## Biografía

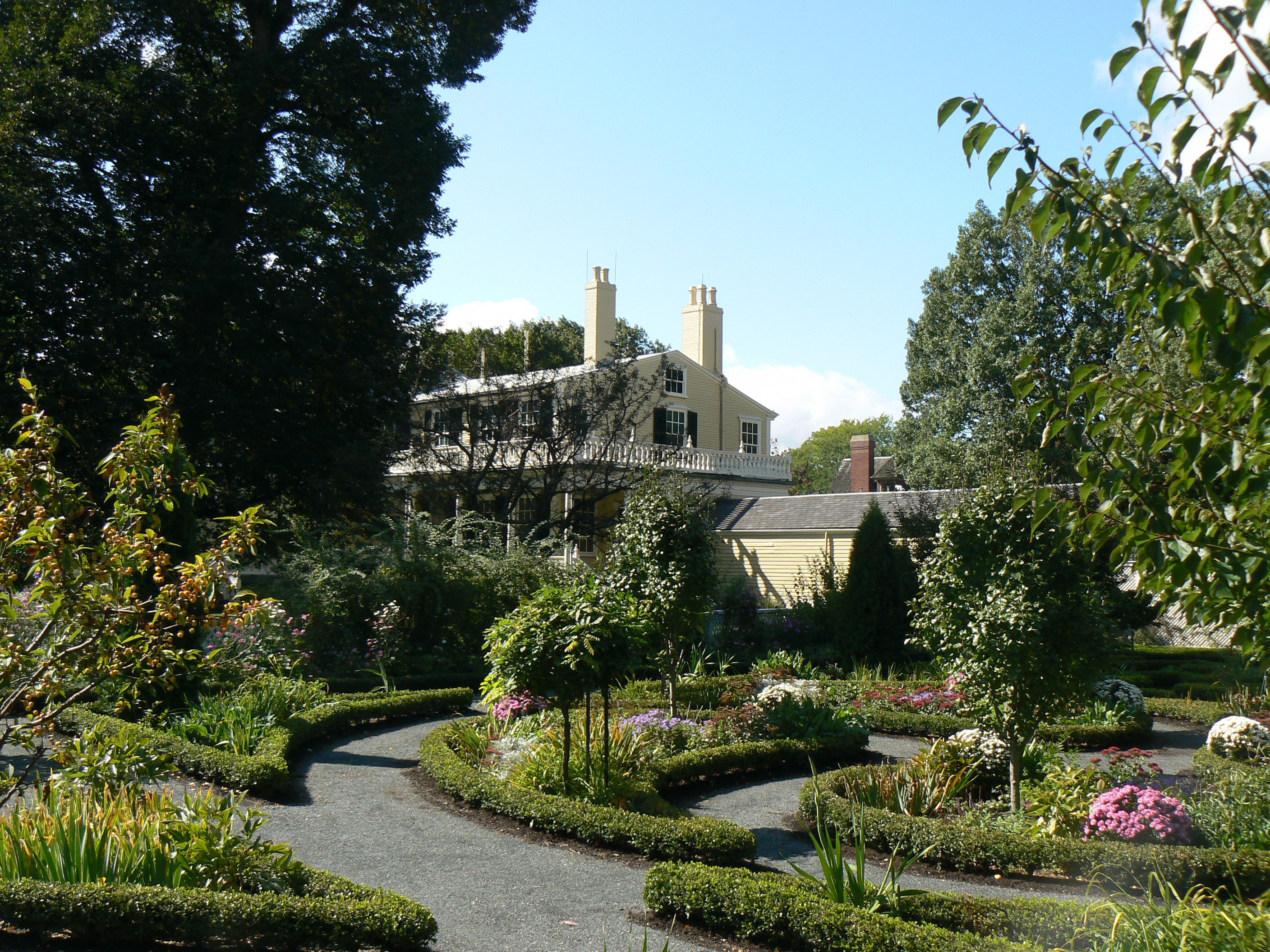
Uno de los jardines diseñados por Brookes en Cambridge, Massachusetts.

Hutcheson nació en la ciudad de Nueva York como Martha Brookes Brown, y de niña pasó muchos veranos junto a su familia en una zona rural de Burlington, Vermont. Entre 1893 y 1895 estudió en la Escuela de Diseño Aplicado para Mujeres de Nueva York, y más tarde viajó a Europa a estudiar el diseño de los jardines de Inglaterra, Francia e Italia. 
En 1900 ingresó en el Instituto Tecnológico de Massachusetts a la edad de 29 años, donde estudió dos años y abandonó la carrera en 1902. Luego diseñó los jardines de varias residencias en Boston, destacando el jardín de la casa de Alice Mary Longfellow en Cambridge.
Luego de su matrimonio en 1911, se retiró de la práctica comercial pero empezó a diseñar su propio jardín en Gladstone, Nueva Jersey. Esta construcción se basó en la arquitectura paisajística italiana. En 1935 fue nombrada socio de la Sociedad Americana de Arquitectos Paisajistas, la tercera mujer en recibir dicha distinción. Aunque Hutcheson realizó una variedad de trabajos, incluyendo jardines en el Colegio de Bennington y en la Granja Billings, la mayoría de sus obras se perdieron con el paso del tiempo.

## Obras seleccionadas
- The Spirit of the Garden, 1923, reimpreso en la Universidad de Massachusetts, 2001. ISBN 1-55849-272-0.